# ويندي روبنسون
ويندي روبنسون (بالإنجليزية: Wendy Raquel Robinson)‏ هي ممثلة أمريكية، ولدت في 25 يوليو 1967 بلوس أنجلوس في الولايات المتحدة.

## أعمال

### أفلام
- (2000) ملكة الدماثة[4]
- (2015) ديساندنتس

## وصلات خارجية
- ويندي روبنسون على موقع IMDb (الإنجليزية)
- ويندي روبنسون على موقع ألو سيني (الفرنسية)
- ويندي روبنسون على موقع أول موفي (الإنجليزية)
- ويندي روبنسون على موقع قاعدة بيانات الأفلام السويدية (السويدية)
- ويندي روبنسون على موقع إن إن دي بي (الإنجليزية)
- ويندي روبنسون على موقع قاعدة بيانات الفيلم (الإنجليزية)
- ويندي روبنسون على موقع كينوبويسك (الروسية)